# Bossiaea brownii
Bossiaea brownii är en ärtväxtart som beskrevs av George Bentham. Bossiaea brownii ingår i släktet Bossiaea och familjen ärtväxter. Inga underarter finns listade i Catalogue of Life.